# Užupis

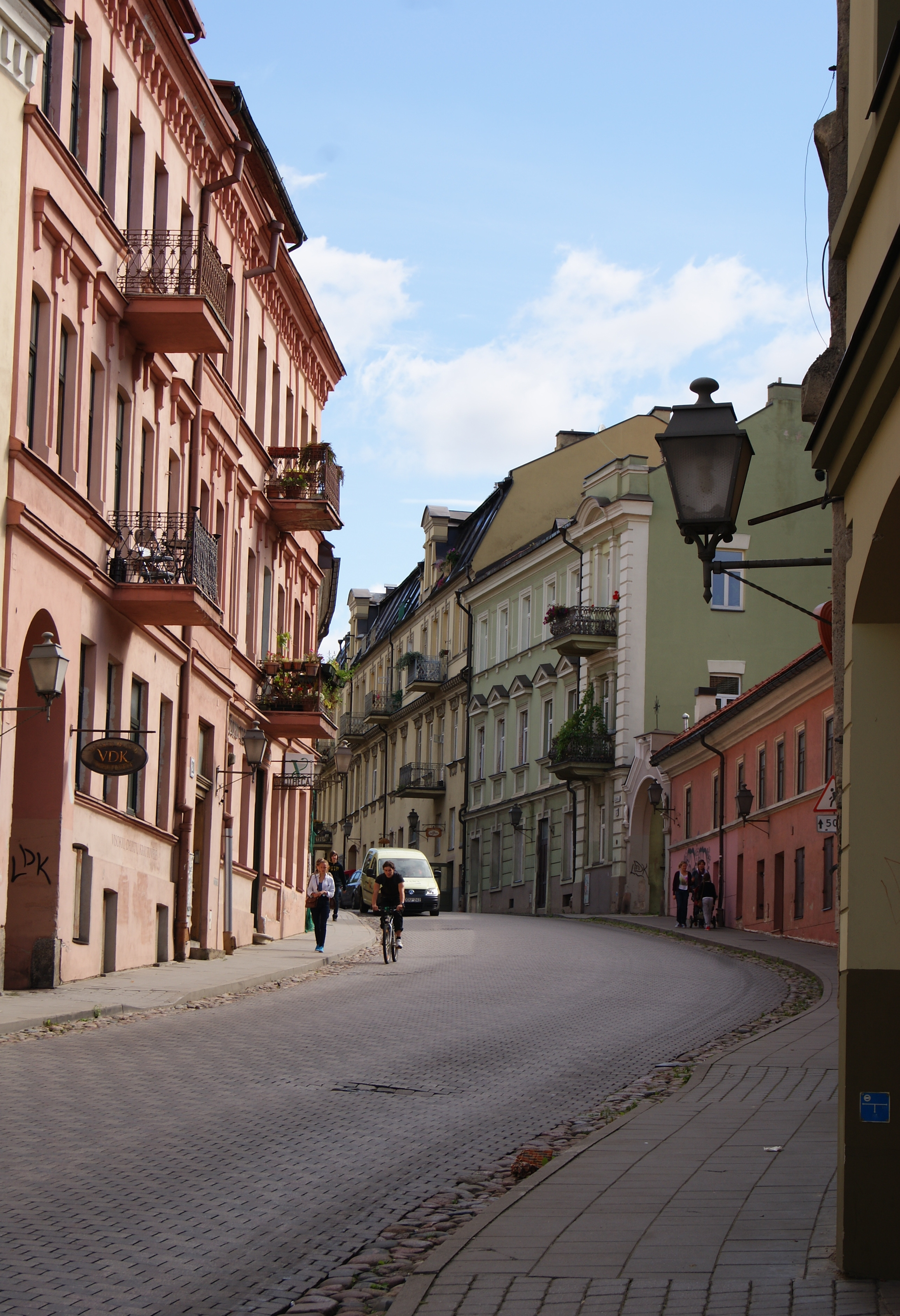
Stadsdelen Užupis huvudgata Užupio gatvė.

Užupis (uttalas på litauiska: 'osjo:pis med ett mjukt ljudande sj-ljud) är en stadsdel i utkanten av Gamla stan i Vilnius, Litauens huvudstad. Namnet betyder "på andra sidan floden" (už = bortom, upė = flod). Stadsdelen har varit bebodd sedan slutet av 1400-talet. Den avgränsas från den gamla stadskärnan mestadels av floden Vilnia (litauiska: Vilnelė), vilken en gång namngav hela staden Vilnius. Užupis omges i en riktning också av branta berg som bebyggelsen delvis klättrar uppför och av ett industriområde som tillkom under sovjettiden.
Stadsdelen utropades konceptuellt till republik den 1 april 1997.

## Republik, nationaldag och armé

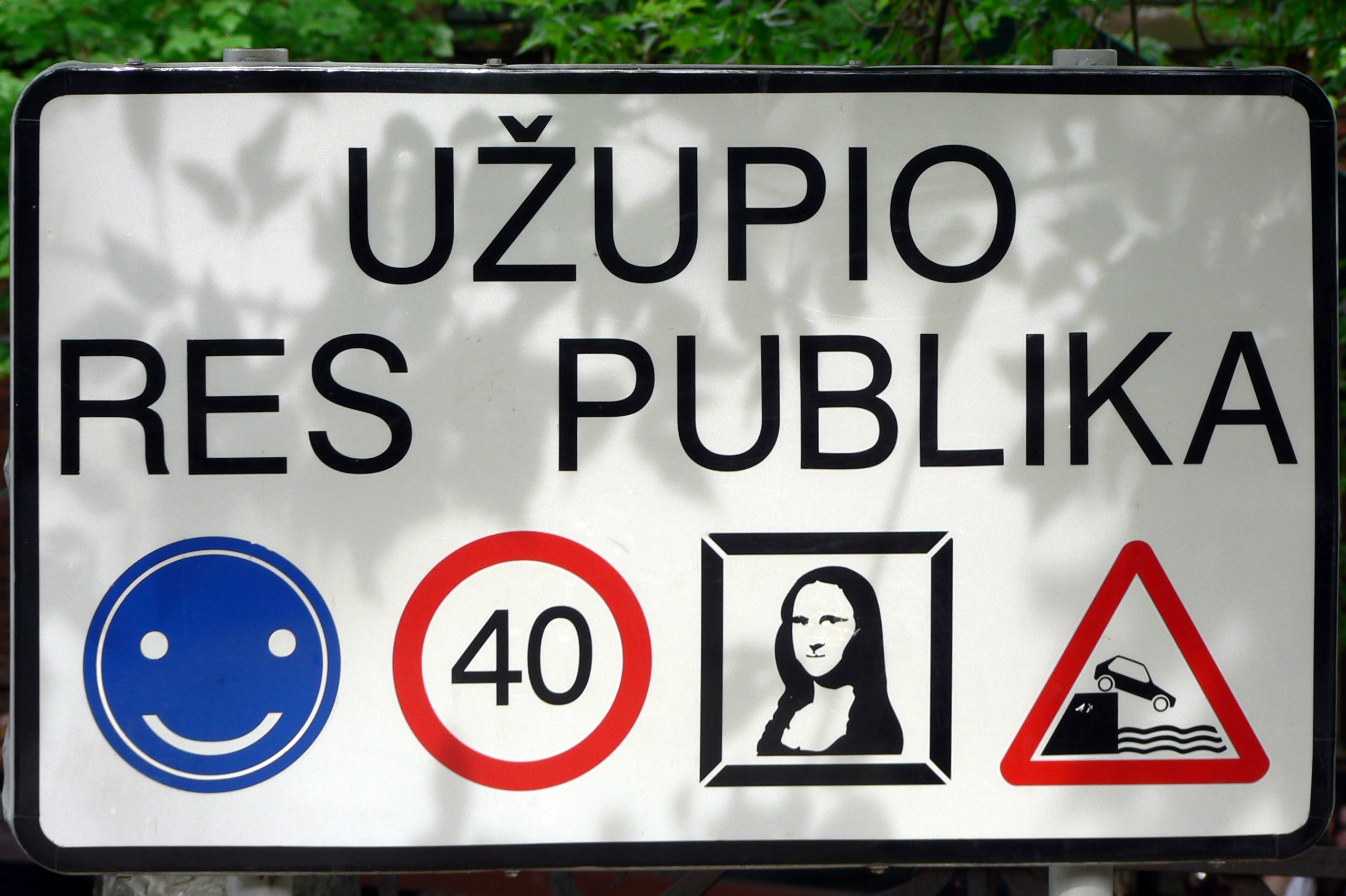
Vägskylt vid en av broarna över till republiken Užupis.

Stadsdelen Užupis är idag mest känd som Užupio res publika eller "republiken Užupis", en konstnärskoloni som konceptuellt utropade sin självständighet den 1 april 1997. Denna dag, som ju är en världsskrattdag för upptåg och aprilskämt och som i Litauen kallas melagių diena ("ljugardag"), firas sedan dess som Užupis nationaldag. I traditionell, litauisk folktro förknippas dagen med föreställningen om framtida välgång för den som lyckas ljuga mest övertygande för någon annan. Denna dag brukar en festlig parad genomföras. Užupis armé brukar även visa upp sig, bestående av omkring dussinet unga män och kvinnor. Gränsvakter patrullerar infarterna och den som inte har pass får en stämpel i handen istället.

## Yta, befolkningsantal och nationalsång
Mikronationens yta är något mer än en halv kvadratkilometer (0,6 km²). Antalet invånare är ungefär 7000, varav 1000 är verksamma konstnärer inom olika grenar av kulturlivet (år 2015). Man har en egen nationalsång, en Užupio himnas, skriven av musikgruppen Skylė och med på deras album Sapnų trofėjai 1991-2009 ("Drömtroféer") (2009). Gruppens namn Skylė syftar på hålet i den öppna handflata som utgör republikens nationalsymbol.

## Konstitution

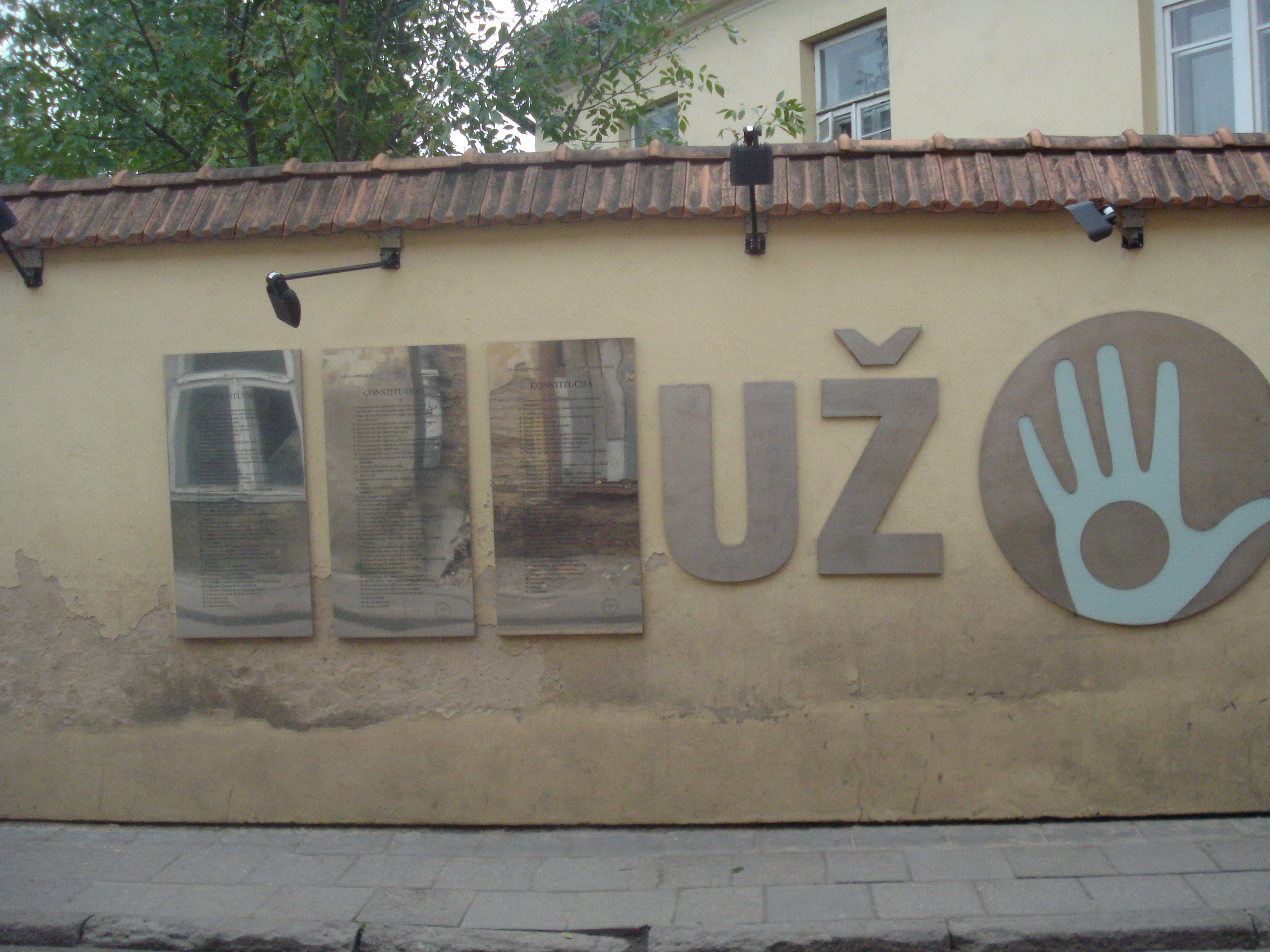
Längs en mur på Paupio g. finns "bortom"-landet UŽ:s konstitucija inskriven i spegelglas och uppsatt intill nationens viktiga handsymbol. Bilden är från 2007, då konstitutionen återgavs på tre språk. Idag (2017) finns den på 27 språk från höger till vänster.

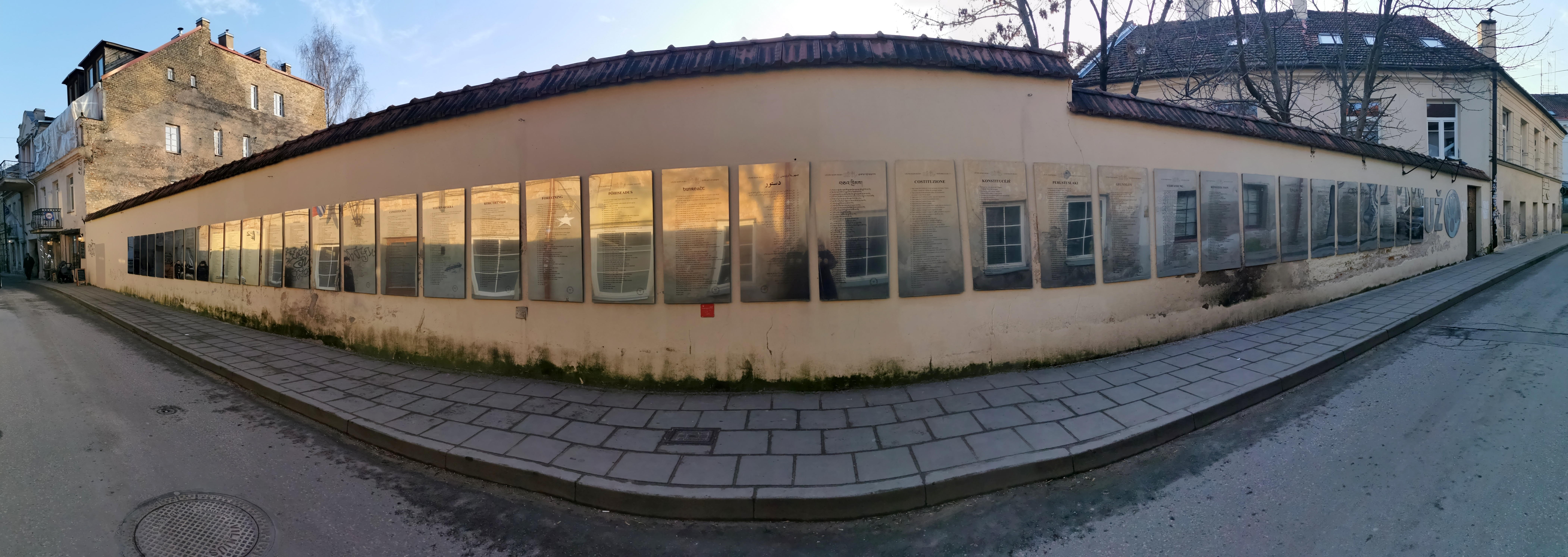
Som ett brett tandgarnityr i en leende mun framstår konstitutionens alla översättningar på detta foto från 2020.

På Paupio gatvė (ungefär "Strandgatan") finns idag republiken Užupis konstitution inskriven i spegelglas och uppsatt på 27 språk (år 2017), däribland svenska. Den är författad av poeten, musikern och filmregissören Romas Lileikis, född 1959 i Vilnius och president åren 1997-2014, och av den mångsysslande biblioterapeuten, med inriktning på den poetiska metaforen, Tomas Čepaitis, född 1969 i Moskva och utrikesminister sedan 1998. De tre avslutande paragraferna utgör också republikens valspråk.
1. Alla har rätt att bo vid Vilnelė och Vilnelė har rätt att flyta förbi alla och envar
2. Alla har rätt till varmvatten, uppvärmning vintertid samt tegeltak
3. Alla har rätt att dö, men det är ingen plikt
4. Alla har rätt att missta sig
5. Alla har rätt att vara den enda
6. Alla har rätt att älska
7. Alla har rätt att inte vara älskade, men det är inget krav
8. Alla har rätt att vara obetydliga och okända
9. Alla har rätt att lata sig eller att göra ingenting alls
10. Alla har rätt att älska och ta hand om en katt
11. Alla har rätt att bry sig om sin hund tills en av dem dör
12. En hund har rätt att vara hund
13. En katt behöver inte älska sin ägare men måste hjälpa denne i nödens minut
14. Alla har rätt att ibland vara omedvetna om sitt ansvar
15. Alla har rätt att tveka, men det är inget krav
16. Alla har rätt att vara lyckliga
17. Alla har rätt att vara olyckliga
18. Alla har rätt att tiga
19. Alla har rätt att tro
20. Ingen människa har rätt att bruka tvång
21. Alla har rätt att inse sin litenhet och storhet
22. Ingen människa har ensamrätt till Evigheten
23. Alla har rätt att begripa
24. Alla har rätt att inte begripa någonting alls
25. Alla har rätt till flera etniska identiteter
26. Alla har rätt att fira eller inte fira sin födelsedag
27. Alla måste komma ihåg sitt Namn
28. Alla har rätt att dela med sig av det de har
29. Ingen människa har rätt att dela med sig av det hon inte har
30. Alla har rätt att ha bröder, systrar och föräldrar
31. Alla kan vara fria
32. Alla har ansvar för sin Frihet
33. Alla har rätt att gråta
34. Alla har rätt att vara oförstådda
35. Ingen människa har rätt att skylla ifrån sig
36. Alla har rätt att vara personliga
37. Alla har rätt att inte ha några rättigheter
38. Alla har rätt att inte vara rädda
39. Besegra inte
40. Slå inte tillbaka
41. Ge inte upp

## President och hedersmedborgare
Republikens nuvarande president, sedan november 2014, är holländaren Jaap van Ark, bosatt i Amsterdam (2017). Fyra hedersmedborgare har utnämnts. Dessa är författaren, översättaren och styrelseledamoten av Unesco Ugnė Karvelis (1935-2002), artisten, serietecknaren, filmregissören och animatören Zenonas Šteinys (1946-1997), den avantgardistiske filmaren Jonas Mekas (1922–2019) och den tibetanske exilledaren Dalai lama. Den religiöse ledaren för tibetansk buddhism besökte Užupis första gången 2001 som representant för den tibetanska exilregeringen, ett litet kloster med denna inriktning finns även i Užupis. Paragraf 16 i Užupis konstitution - "Alla har rätt att vara lyckliga" - är rentav en regel hämtad från denna gren av buddhismen (visserligen motsagd eller nyanserad direkt efter i paragraf 17). 2010 vigdes även en plats vid Malūnųbron åt det av Folkrepubliken Kina ockuperade Tibet, en plats som numera heter Tibeto skveras ("Tibetanska torget").

## Två centrala skulpturer

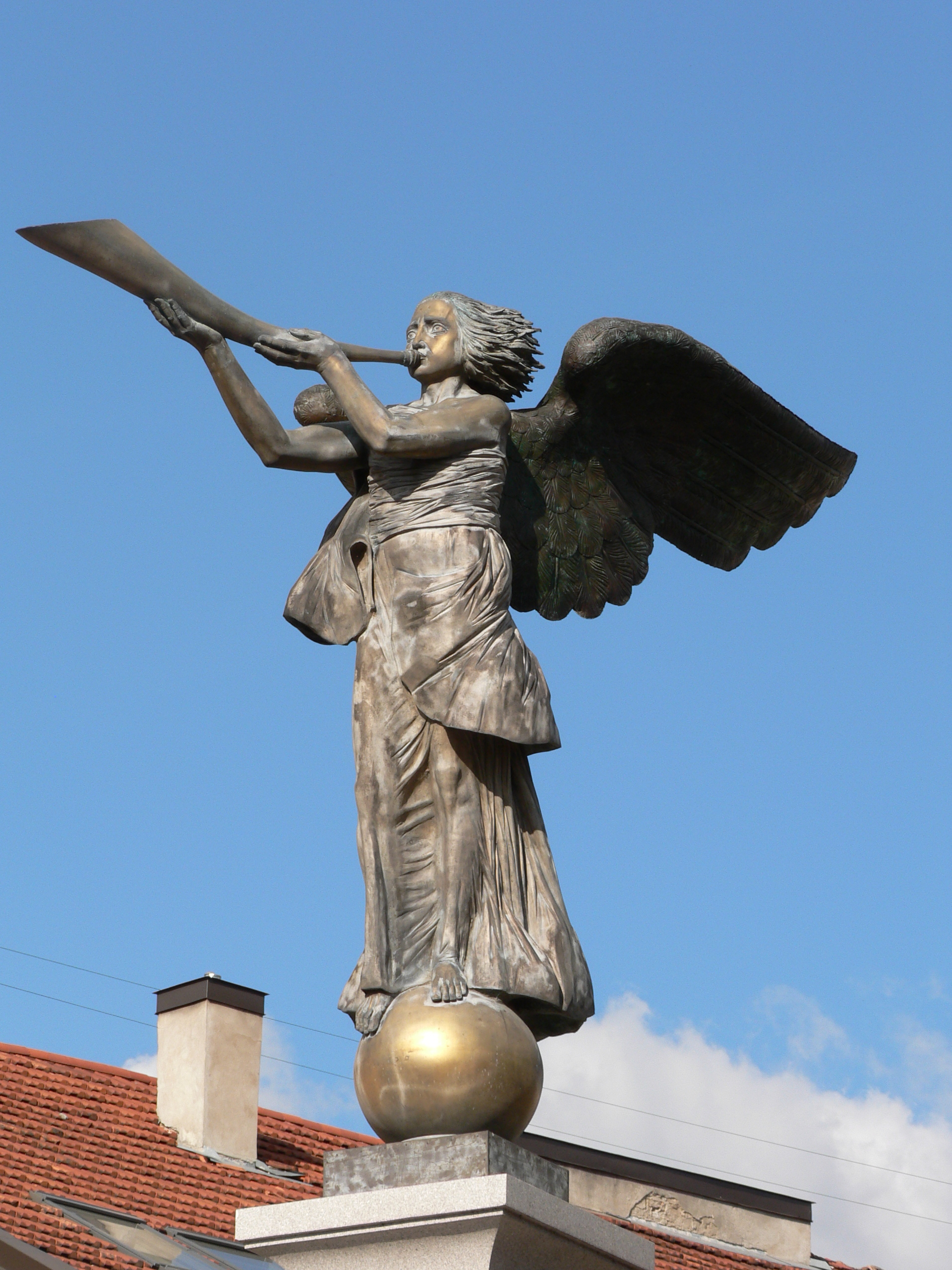
Romas Vilčiauskas: Užupio angelas eller Užupis ängel (brons, 2001).

### Ängeln i korsningen
På den öppna platsen i korsningen av Užupio gatvė ("Užupisgatan") och Malūnų gatvė ("Kvarngatan") reser sig en kolonn med en bronsskulptur högst upp. Den invigdes 2001 och föreställer en bevingad ängel som står på ett gyllene klot och blåser i vad som liknar ett långt, gammaldags naturhorn. Bakgrundshistorien är den, att skulptören Romas Vilčiauskas, född 1966 i Vilnius, en natt fick besök av en ängel i en dröm. Detta andeväsen talade om för honom att precis en sådan skulptur skulle stå på just denna centrala plats och med sitt stora horn skulle den blåsa nytt liv i stadsdelen. Till nationaldagsfirandet hör en uppsluppen parad från republikens höjder ner till denna plats vid ängeln i korsningen. Ibland kallas Užupis också för änglarepubliken.

### Sjöjungfrun i nischen

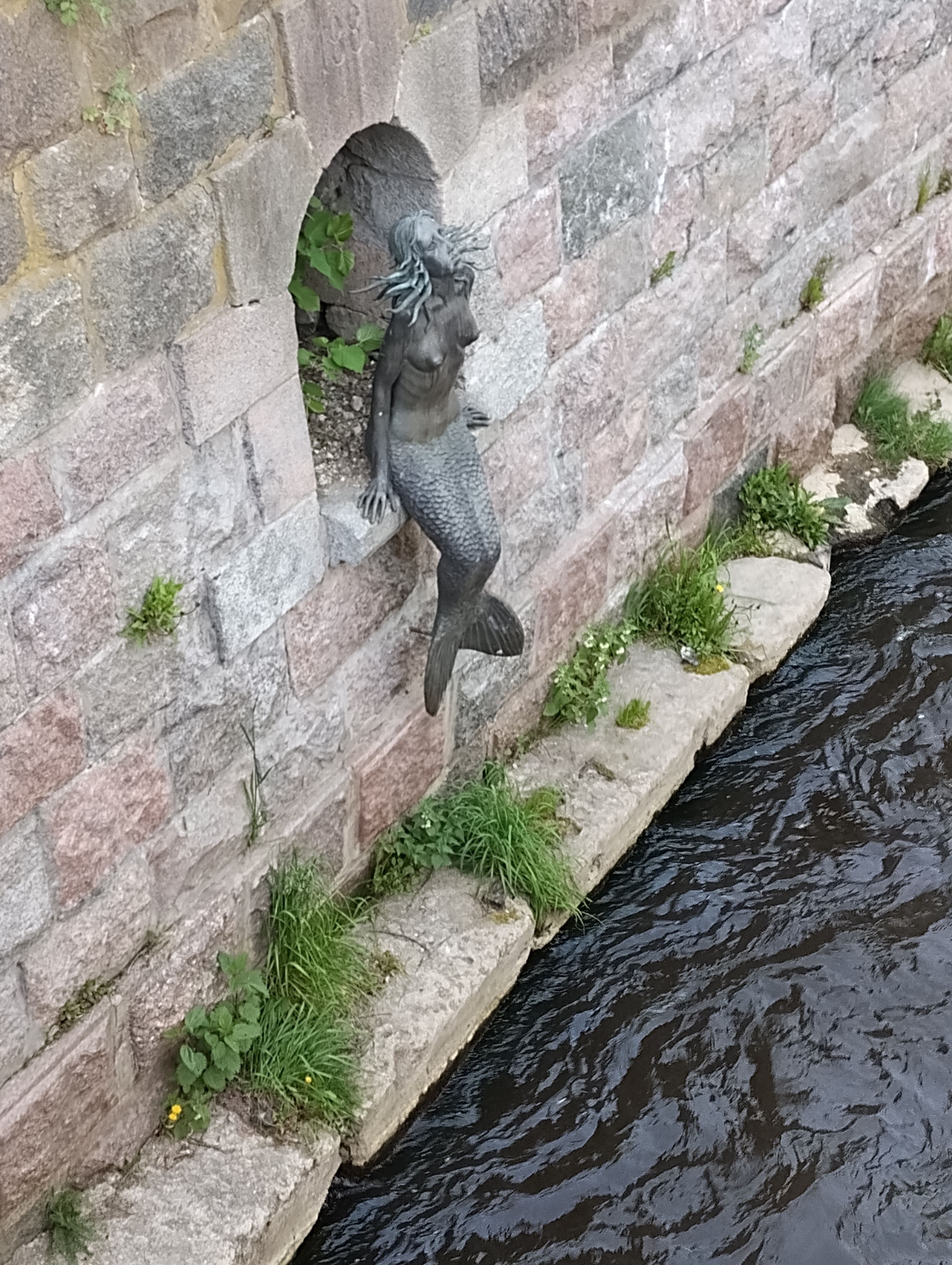
Romas Vilčiauskas: Užupio undinėlė eller Užupis sjöjungfru (brons, 2002).

Som upphoppad ur vattnet och sittande i en nisch i flodvallens murverk strax intill Užupio tiltas ("Uzupisbron") finns en annan bronsskulptur lite i skymundan, nämligen Užupio undinėlė ("Užupis sjöjungfru"). Även den är gjord av Romas Vilčiauskas och invigdes 2002. Det sägs att denna sjöjungfru likt en forntida siren lockar människor att komma till Užupis från hela världen och att den som ger efter för hennes behag blir kvar där för alltid. 2004 steg för övrigt Vilnias vatten så högt att sjöjungfrun sveptes bort i vattenmassorna, men efter en gedigen hjälpinsats kunde hon återbördas till sin plats i nischen strax nedanför Užupisbron. Broräcket som vetter mot henne var det första av Užupis sju broar att täckas med kärlekslås.

## Heraldiskt vapen
Nationen har fyra officiella färgversioner av den egna nationalflaggan. Den är i grunden vit, men vissa ytor och linjer i heraldiken kan skifta alltefter årstid – sommarens färg är gul, höstens röd, vinterns blå och vårens grön. Den vanligaste färgen är dock den himmelsblå. Motivet eller loggan, som utformades av konstnären och musikern Valdas Herkus Neimantas (1963–2005), kan också skifta i sina detaljer. På stenmuren längs Paupio gatvė, där rikets konstitution finns att läsa, är detta Užupis heraldiska vapen avbildat som en öppen högerhand med långa, spetsiga fingrar i en rund rymd. I handflatan finns ett runt hål, vilket också kan förekomma på flaggor. Vid firandet av självständigheten den 1 april brukar presidenten ceremoniellt klippa ut detta symboliskt runda hål i mitten av flaggans hand. Det vanligaste är annars enbart en cirkellinje i handflatan, en linje som är bredare åt höger och ser ut som en öppning eller en nymåne. På flaggan kan högerhanden även lätt bli en vänsterhand, beroende på vilken sida man tittar och cirkellinjens bredare sida på en vänsterhand kommer då åt vänster och blir som en måne i nedan.

## Valuta, parlamentsbyggnad och kulturutbyte
Landet har en egen valuta som heter užas, där 1 užas motsvarar 1 euro. Nertill på sedelns båda sidor står det: Užupio respublikos baro bilietas padengtas alumi ("Užupis sedel räcker till en sejdel i baren"). På Užupio kavinė ("Užupis kafé") som är republikens rådgivande församling, sociala nav (och bar) använder man med fördel užas. Detta kafé öppnade 1995 i en gammal tegelbyggnad vid Užupisbron på Užupio gatvė 2 ("Užupisgatan 2"). På husgaveln finns en plakett från augusti 1998 som upplyser om Užupis vänskapliga förbindelser med Montmartre. Representanter därifrån hade hört ryktas om republikens födelse och gjorde ett första besök det året, och kreativa invånare från Užupis deltog i Montmartres årliga festival.

### Fotnoter
1. ↑  Nationalsångens text på originalspråk och ackord.
2. ↑  Ričardas Šileika. Romas Lileikis: O aš taip noriu, kad iš kaminų dar rūktų dūmai, Literatūra ir menas, No. 2951, 23 maj 2003 Arkiverad 8 februari 2012 hämtat från the Wayback Machine. (litauiska)
3. 1 2  Alva Gehrmann, 2004.
4. ↑  Ur en kort historisk översikt kallad Užupis Arkiverad 9 juli 2015 hämtat från the Wayback Machine. vilnijosvartai.lt (litauiska)
5. 1 2  Jolanta Marcišauskytė-Jurašienė (2014, sid. 328-341).
6. ↑  Två närbilder på Užupio undinėlė, Užupis sjöjungfru, och en som visar henne i hennes omgivning. nesimiega.blogspot.se (litauiska)
7. ↑  Užupis flaggversioner och heraldik.
8. ↑  Om "stadsstaten" Užupis, 2011. defi.lt (litauiska)